# 杜鵑座π
杜鵑座π，又名CP-70 12，HD 1685、SAO 248167、HR 83，是杜鵑座的一颗恒星，视星等为5.51，位于銀經306.87，銀緯-47.27，其B1900.0坐标为赤經0h 16m 0.9s，赤緯-70° -47.27′ 48″。